# Matthieu Dreyer
Matthieu Dreyer (Strasburgo, 20 marzo 1989) è un calciatore francese, portiere dello Strasburgo.

## Palmarès

### Club

#### Competizioni nazionali
- Ligue 2: 1

Troyes: 2014-2015